# Sør-Fron
Sør-Fron è un comune norvegese della contea di Innlandet, distretto di Gudbrandsdalen.